# Liste der Kulturdenkmäler in Steinwenden
In der Liste der Kulturdenkmäler in Steinwenden sind alle Kulturdenkmäler der rheinland-pfälzischen Ortsgemeinde Steinwenden einschließlich der Ortsteile Obermohr und Weltersbach aufgeführt. Grundlage ist die Denkmalliste des Landes Rheinland-Pfalz (Stand: 21. Juli 2023).

## Einzeldenkmäler
| Bezeichnung                                  | Lage                                      | Baujahr                     | Beschreibung | Bild                           |
| -------------------------------------------- | ----------------------------------------- | --------------------------- | --- | ------------------------------ |
| Katholische Pfarrkirche St. Johannes Baptist | Obermohr, Kirchenstraße Lage              | 1845/46                     | Saalbau, Rundbogenstil, 1845/46                                                                                 | Fotos hochladen                |
| Obermohrerhof                                | Obermohr, Obermohrerhof 1 Lage            | Anfang des 19. Jahrhunderts | Hofanlage mit klassizistischem Herrenhaus, Anfang des 19. Jahrhunderts; Wetterfahne bezeichnet 1762             | Fotos hochladen                |
| Portal                                       | Steinwenden, Moorstraße, an Nr. 38 Lage   | 1791                        | spätbarockes Portal, bezeichnet 1791                                                                            | Fotos hochladen                |
| Protestantische Pfarrkirche                  | Steinwenden, Moorstraße 44 Lage           | 1852/53                     | Saalbau, Rundbogenstil, 1852/53                                                                                 | weitere Bilder Fotos hochladen |
| Wohn- und Geschäftshaus                      | Steinwenden, Moorstraße 48 Lage           | 1784                        | zweigeschossiges traufständiges Wohn- und Geschäftshaus, Putzbau mit Satteldach, errichtet 1784, erweitert 1842 | Fotos hochladen                |
| Haustür                                      | Steinwenden, Moorstraße, an Nr. 56 Lage   | 1784                        | klassizistische Haustür und Wandschrank, 1784                                                                   | Fotos hochladen                |
| Kriegerdenkmal                               | Steinwenden, Turmstraße Lage              | 1930er Jahre                | Kriegerdenkmal 1914/18, Soldat, 1930er Jahre                                                                    | Fotos hochladen                |
| Kirchturm                                    | Steinwenden, Turmstraße, neben Nr. 2 Lage | 13. Jahrhundert             | Kirchturm der ehemaligen katholischen Kirche, 13. Jahrhundert, spätgotisch verändert                            | Fotos hochladen                |
| Wohnhaus                                     | Weltersbach, Hauptstraße 45 Lage          | 1822                        | ehemalige Schule mit Lehrerwohnung; langgestreckter eingeschossiger Bau über hohem Sockel, bezeichnet 1822      | Fotos hochladen                |